# 4TP
4TP (PZInż 140) — опытный польский лёгкий танк, разработанный до начала Второй мировой войны.

## История
В начале 1930-х годов польская бронетехника требовала кардинальных изменений. Основное вооружение составляли устаревшие французские танки, бронеавтомобили и танкетки. В Польше разгорелся острый танковый кризис. Военные потребовали срочно решить проблему, и дали задание инженерам изучить танки других государств и на основе более совершенных разработать собственные образцы.
Тем временем в Англии инженерами Карденом и Лойдом выпускались танки, по большинству показателей превосходившие другие танки английского производства. Английские инженеры заинтересовались проблемой Польши, и в 1932 году провели демонстрацию своих разработок. Полякам продемонстрировали лёгкий танк Карден-Лойд, артиллерийский тягач и танк-амфибию Vickers-Carden-Loyd Amphibian. Начальник конструкторского отдела ВВТ Тадеуш Коссаковский предложил закупить для детального ознакомления один танк-амфибию и четыре лёгких танка Карден-Лойд, но у государства не оказалось денег на их закупку, и польские военные решили самостоятельно создать танки на их основе.
Созданием танков занялся Государственный машиностроительный завод (пол. Państwowe Zakłady Inżynierii, сокр. PZInż). Главным конструктором стал Эдвард Хабих. Опираясь на английскую схему, предлагалось создать единую базу для разведывательного танка, плавающего танка и тягача. Разведывательный танк получил заводской индекс PZInż 140, плавающий — PZInż 130, трактор — PZInż 152. В дальнейшем разработанное шасси было предложено для проектирования САУ PZLInż 160.

## Варианты
В ходе проектирования также рассматривался проект вооружения танка 37-мм пушкой в башне в форме граненой призмы под обозначением PZInż 180. В виду минимального экипажа выяснилась невозможность командира эффективно справляться одновременно с командованием и обслуживанием 37-мм пушки, и проект был отклонен.

## Описание конструкции
Танк делился на две половины: слева — боевое отделение, справа — моторное. Экипаж состоял из двух человек: командира и водителя. Место водителя находилось в передней части боевого отделения, слева от трансмиссии. Перед водителем был одностворчатый люк, который открывался наружу. Водитель снабжался перископом системы Гундлаха. Командир занимал место в одноместной башне смещенной влево, он имел свой вращающийся перископ. Поворот башни осуществлялся вручную.

## Броневой корпус и башня
Башня имела броню 13 мм со всех сторон и 5—6 мм на крыше. Корпус собирался из катанных листов на заклепках. Лоб корпуса имел толщину 8—17 мм, борта — 13 мм, корма — 10—13 мм, крыша — 5 мм, днище 4—8 мм.

## Вооружение
На едином прототипе отсутствовало, но на испытаниях в июне-июле 1938 года применили 20-мм автоматическую пушку обр. 1938 г. модели A (FK-A) и 7,92-мм пулемёт обр. 1930 г. Боекомплект составлял 200—250 пушечных выстрелов и 2500 пулеметных патронов. Вооружение размещалось в модифицированной башне прототипа 7ТР.

## Двигатель и трансмиссия
Трансмиссия сухая, многодисковая, с 4 передними передачами и 1 задней.

## Ходовая часть
Ведущее колесо — переднее, направляющее — заднее. На одном борту располагалось 4 обрезиненных опорных катка с индивидуальными торсионными подвесками и спаренные в тележки с горизонтальным гидравлическим амортизатором, а также по два поддерживающих катка. Гусеничное звено двухгребневое, однозубное шириной 260 мм и шагом 90 мм. С грунтом соприкасалось 2,1 м гусеничной ленты.

## Боевое применение
Большинство танков проходили испытания зимой 1937—1938 годов. Большая их часть была захвачена немцами в ходе польской кампании. О дальнейшей судьбе танков ничего неизвестно.

## Операторы
Польша

## В массовой культуре
В онлайн-игре World of Tanks является легким танком первого уровня.